# 静岡東西道路
静岡東西道路（しずおかとうざいどうろ）は、静岡県静岡市清水区から藤枝市に至る延長約30 kmの地域高規格道路。

## 構成する道路
国道1号バイパス
- 静清バイパス[1]
- 岡部バイパス
- 藤枝バイパス（広幡IC以東）が含まれる。

## 歴史
- 1998年（平成10年）6月16日計画路線に指定された。